# Hoya (artista)
Lee Ho-won (hangul: 이호원; nascido em 31 de março de 1991), mais conhecido na carreira musical pelo seu nome artístico Hoya (hangul: 호야), é um cantor , dançarino e ator sul-coreano. Ficou popularmente conhecido por ter sido integrante do grupo masculino Infinite, formado pela Woollim Entertainment em 2010. Em 30 de agosto de 2017, foi confirmado sua saída do grupo.

## Biografia
Hoya nasceu em 28 de março de 1991 em Busan, Coreia do Sul. Ele deixou o ensino médio para poder correr atrás do seu sonho de ser cantor. Seu pai era contra essa ideia, fazendo Hoya sair de casa. Após isso, ele foi aprovado no exame de qualificação do ensino médio, recebendo assim a certificação de ensino secundário aos 16 anos de idade. Mais tarde, seu pai o aceitou de volta e o apoiou. Hoya realizou uma audição e foi recrutado pela sua agência atual, Woollim Entertainment. Ele era estagiário da JYP Entertainment.
Em março de 2014, Hoya anunciou que seu nome de nascimento é Lee Hodong e não Lee Howon como havia dito anteriormente. Ele mudou seu nome para não compartilhar o mesmo nome que o comediante Kang Hodong. Kang Hodong atuou como um apresentador em um show de comédia quando Hoya tinha nove anos de idade. Como resultado, os amigos de Hoya o provocaram, é assim ele mudou seu nome para Lee Howon.
Hoya se formou na Daekyung University, especializando-se em música aplicada com os colegas Sunggyu, L, Sungyeol e Dongwoo.

## Carreira

### 2010: Infinite
Hoya estreou como integrante grupo masculino Infinite em 2010. O grupo estreou oficialmente em 10 de junho de 2010.

### 2012–2014: Estreia na atuação e Infinite H
Em 30 de abril de 2012, foi revelado que Hoya faria sua estreia no cinema através do novo drama televisivo da tvN, mas a notícia foi negada por sua agência. Uma semana depois, Hoya confirmou que ele foi escolhido para um papel de apoio no drama Reply 1997. Em setembro de 2012, Hoya e seu colega de grupo Dongwoo formaram a subunidade Infinite H. A unidade lançou seu primeiro extended play intitulado Fly High em janeiro de 2013. Em dezembro de 2012, Hoya participou de uma subunidade especial, Dynamic Black e performou "Yesterday" no SBS Gayo Daejun.
Em 8 de abril de 2014, Hoya teve um dueto, Ooh Ooh com Eric Nam e apareceu no single digital como artista destaque. Em julho de 2014, ele teve um dueto Need You Now com Henry Lau. Foi apresentado no segundo extended play de Henry Lau, intitulado Fantastic. Em 24 de setembro de 2014, Hoya foi escalado para papel principal no filme Hiya. Ele interpretou um estudante do ensino médio que sonha em se tornar um cantor, Jinho. O filme estreou em 10 de março de 2015.

### 2015–2017:Hit the Stage, primeira peça teatral
Em 12 de setembro de 2015, Hoya criou seu próprio canal do YouTube intitulado Real Hoya e publicou dias depois seu primeiro vídeo, um cover da música "Kiss Me" do Zion.T.
Em junho de 2016, Hoya tornou-se um concorrente no novo reality show de dança da Mnet, Hit The Stage, onde eles colaboram com dançarinos profissionais para competir em diferentes gêneros de dança sob um determinado tema. Em janeiro de 2017, Hoya foi confirmado como membro do elenco de Super Family da SBS. A sitcom começou a ser exibida a partir de 6 de fevereiro.
| Hoya (artista)          | Eu recebi um amor imenso, quando as vezes eu não merecia, e apesar das minhas falhas eu estava com os membros do Infinite e não vou esquecer disso no futuro. Gostaria de agradecer ao fundador, Lee Jong Yeob e a todos da Woollim Entertainment, por todo o apoio quando eu não tinha nada, vocês me tornaram o que eu sou hoje. | Hoya (artista) |
| — Hoya, em carta aberta | |                |

#### Saída do Infinite
Em 30 de agosto de 2017, foi confirmado que o contrato de Hoya com a Woollim Entertainment havia expirado e que ele deixaria o Infinite. Em 25 de setembro, Hoya anunciou que iria prosseguir sua carreira sob a Glorious Entertainment, após assinar um contrato exclusivo com a gravadora.

### 2017–presente: Carreira solo,Shower
Ainda em setembro, entrou no musical, Hourglass, sua primeira peça peça de teatral que é baseada no drama coreano Sandglass. Ele também foi confirmado no elenco do drama policial da MBC, Two Cops, onde interpreta o esperto Dok Go Sung Hyuk, o mais jovem detetive da unidade de crimes violentos que não esquece uma única coisa que já viu. Em novembro, divulgou o videoclipe de "Can I Love You", música que faz parte da trilha sonora de seu musical. No mesmo período, revelou que seu fã-clube se chamaria Holy", descrito como uma combinação das duas primeiras letras do seu nome em combinação com "ly", transformando-o seu nome em um adjetivo.
Em fevereiro de 2017, Hoya anunciou que iria lançar seu primeiro extended play solo em março. Em 14 de março lançou a faixa "Angel" juntamente com videoclipe e pré-venda de seu EP. Shower.  No mesmo dia emissora KBS proibiu o cantor de divulgar a faixa em seus programas com a argumentação de que é "uma música que retrata a relação sexual entre um homem e uma mulher".

## Discografia

### Extended plays
- Shower (2018)

### Trilhas sonoras
| Ano  | Música                     | Álbum                                    | Notas                                                 |
| ---- | -------------------------- | ---------------------------------------- | ----------------------------------------------------- |
| 2012 | Yesterday                  | 2012 SBS Gayo Daejun The Colors Of K-Pop | com Dynamic Black                                     |
| 2014 | Ooh Ooh                    | sem álbum-single                         | com Eric Nam                                          |
| 2014 | Need You Now               | Fantastic                                | com Henry Lau                                         |
| 2014 | Pretending I'm Okay        | sem álbum-single                         | 4 Things Show Special Single                          |
| 2015 | Not Tomorrow but Right Now | sem álbum-single                         | DMZ Peace Concert Special Stage com Eunji, L e Namjoo |

## Filmografia

### Filmes
| Ano  | Título                                                  | Papel     | Notas                       |
| ---- | ------------------------------------------------------- | --------- | --------------------------- |
| 2012 | INFINITE Concert Second Invasion Evolution The Movie 3D | Ele mesmo | Documentário sobre Infinite |
| 2014 | Grow: Infinite's Real Youth Life                        | Ele mesmo | Documentário sobre Infinite |
| 2016 | Hiya                                                    | Lee Jinho | Papel principal             |

### Television drama
| Ano  | Emissora | Título         | Papel        | Notas           |
| ---- | -------- | -------------- | ------------ | --------------- |
| 2012 | tvN      | Reply 1997     | Kang Joonhee | Papel de apoio  |
| 2013 | tvN      | Reply 1994     | Kang Joonhee | Cameo           |
| 2014 | SBS      | My Lovely Girl | Kang Raehoon | Supporting role |
| 2015 | SBS      | Mask           | Byun Jihyuk  | Papel de apoio  |
| 2017 | SBS      | Strong Family  | Lee Gwinam   |                 |
| 2017 | MBC      | Radiant Office | Jang Kangho  | Papel de apoio  |

### Séries de televisão
| Ano  | Título     | Emissora   | Papel     |
| ---- | ---------- | ---------- | --------- |
| 2011 | Wara Store | Tooniverse | Ele mesmo |

### Music video Appearances
| Year | Artist        | Title           | Video               |
| ---- | ------------- | --------------- | ------------------- |
| 2013 | Zia & Davichi | If You Loved Me | 1theK (원더케이)    |
| 2013 | Tasty         | MAMAMA          | woolliment          |
| 2014 | Eric Nam      | Ooh Ooh         | CJENMMUSIC Official |
| 2015 | Lovelyz       | Ah-Choo         | woolliment          |